# 楊璲
楊璲（1452年—？），字廷珮，河南開封府原武縣人，民籍，明朝政治人物。

## 生平
河南鄉試第十八名舉人。弘治三年（1490年）中式庚戌科會試第二百十九名，三甲第一百九十八名進士。正德五年（1510年）十一月由庐州府知府升长芦盐运使，八年十月以山东右參政致仕。

## 家族
曾祖楊旺；祖父楊智，封僉事；父楊鐸，左參政。前母梁氏（贈宜人）；前母趙氏；孫氏（封宜人）；繼母白氏。